# Petar Zoranić

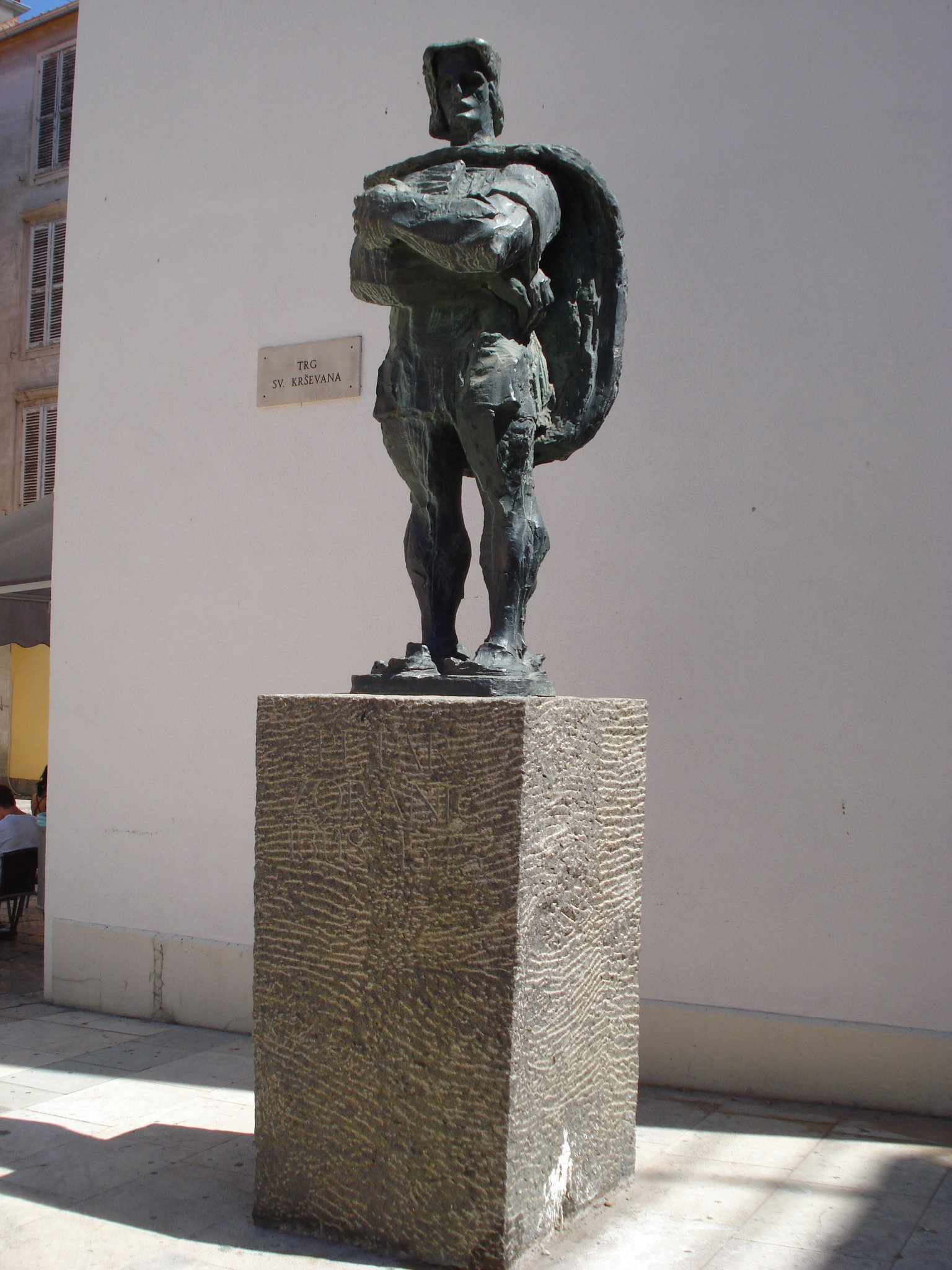
Die Statue von Petar Zoranić in Zadar

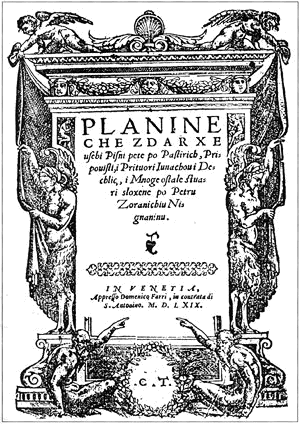
Das Deckblatt der Erstausgabe von Planine von 1569

Petar Zoranić [ˈpɛtar ˈzɔranitɕ] (* 1508 in Zadar; † etwa 1569) war ein kroatischer Schriftsteller der Renaissance aus Zadar und mit Planine („Gebirge“) Schöpfer des ersten eigenständigen Romans in kroatischer Sprache. Der 1538 verfasste Roman vereinigt pastorale und Liebesthematiken mit deutlichen Einflüssen von Vergil, Ovid, Dante Alighieri und Francesco Petrarca.
Das genaue Todesdatum Zoranićs ist unbekannt.